# Ordination des femmes

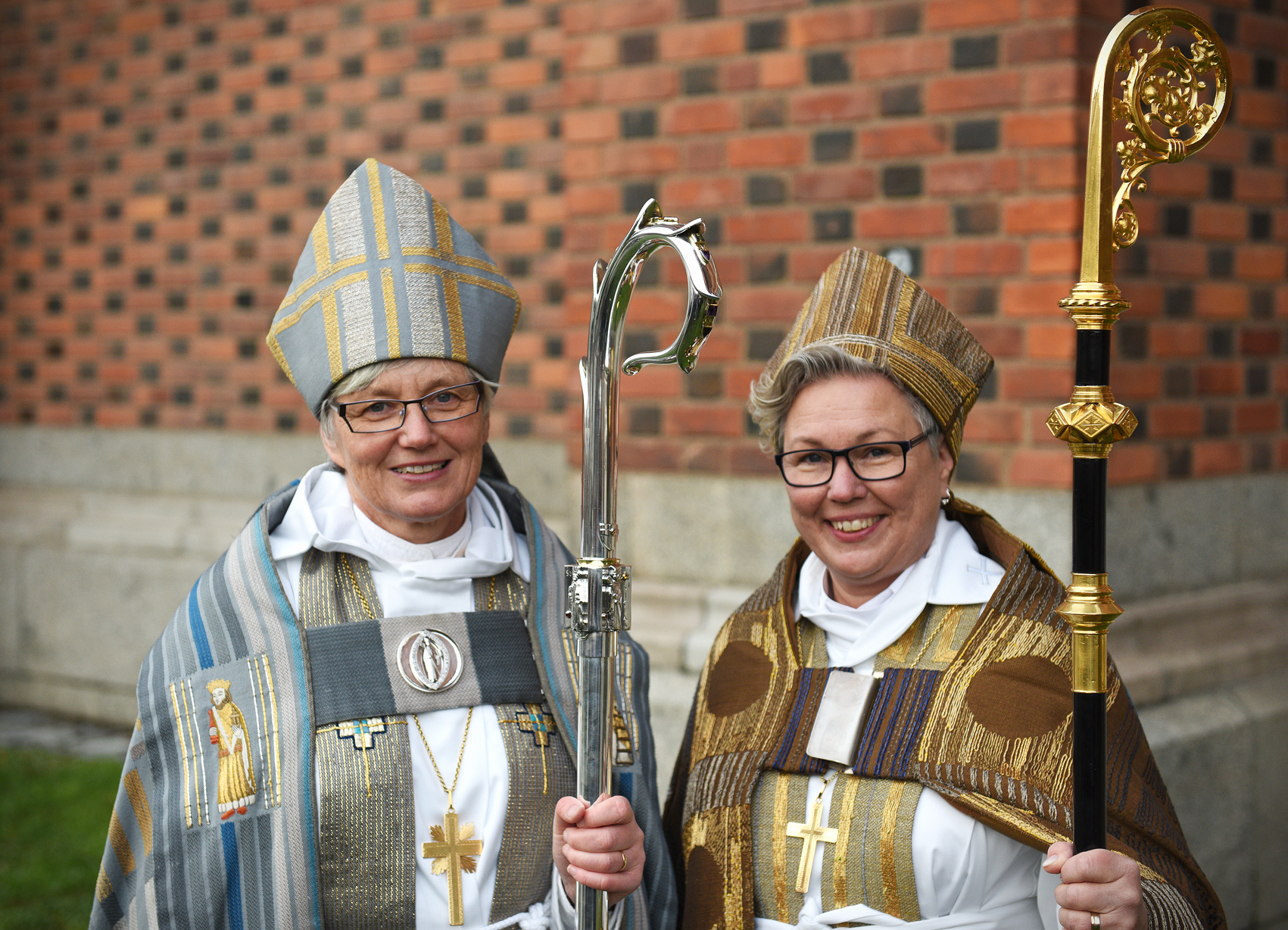
L’archevêque Antje Jackelén (à gauche) et la nouvelle évêque de l’Église de Suède pour le diocèse de Härnösand, Eva Nordung Byström. La consécration épiscopale a eu lieu dans la cathédrale d’Uppsala, le troisième dimanche de l’Avent, le 14 décembre 2014.

L’ordination des femmes ou la consécration pastorale des femmes est un rite autorisant la direction dans une organisation religieuse.

## Bouddhisme
Mahaprajapati Gautami, tante et nourrice de Bouddha, fut la première femme à recevoir l'ordination, suivie des 500 femmes de sa compagnie.
Le rite d'ordination complet s'appelle Upasampadā (en). Pour les femmes, il n'est en vigueur que dans certains pays, en fonction des courants bouddhistes présents. L'ordination des femmes se distingue de celle des hommes par une durée de formation plus longue de deux ans, et par un plus grand nombre de règles à observer, qu'il s'agisse des règles principales, dont la non-observation vaut déchéance de l'ordination, ou des règles secondaires. Le rituel consiste en un double examen, le premier, commun aux deux sexes, consiste à répondre devant une lignée généralement de 10 moines, à une longue série de questions concernant son acceptabilité, puis à s'engager à respecter les interdictions fondamentales communes (rapports sexuels, vol, meurtre, mensonge et vantardise en matière de pouvoirs spirituels) ou spécifiques aux femmes (tolérer un contact physique sexuel rapproché, tolérer une promiscuité visant un rapport sexuel, taire la faute principale d’une autre religieuse et  faire preuve de respect envers un moine suspendu par l’ordre des moines). Le second est un redoublement de la procédure devant un collège de moniales.

### Bouddhisme Theravāda
Dans l'ordre Theravāda, l'ordination des femmes, un moment disparu avec la disparition des lignées de moniales nécessaires à l'accomplissement du rituel, a connu un renouveau à partir de 1988, une lignée étant réapparue au Sri Lanka à partir de 1998.

## Christianisme

### Différence entre ordination/consécration et exercice d'un ministère
Les femmes peuvent dans certaines Églises exercer un ministère, c'est-à-dire des fonctions pastorales ou sacerdotales, sans pour autant se voir accorder le rite de l'ordination ou de la consécration. C'est ainsi que dans l'Église adventiste, où plusieurs dizaines de femmes exercent un ministère, l'ordination en tant que pasteures leur a été refusée en 2015 par la Conférence générale des Adventistes du septième jour. Cette absence d'« ordination », qui se traduit par un rite d'imposition des mains, a comme conséquence l'impossibilité pour elles d'occuper des postes d’administrateurs ou de présidence, où le rite est requis. À l'inverse, en Suisse, les deux premières théologiennes formées par l'Université de Zurich, Rosa Gutknecht et  Elise Pfister, se sont vu accorder l'ordination en 1918, mais sans pour autant pouvoir accéder au plein exercice d'un ministère de pasteure, qui était alors refusé par les autorités ecclésiastes locales ; elles doivent se contenter d'un titre d'auxiliaires de paroisse et de la rémunération plus faible qui l'accompagne. Dans un cas inverse, Greti Caprez-Roffler, étudiante ayant achevé ses études de théologie sans avoir été ordonnée, est élue pasteure de plein exercice par le conseil paroissial du village grison de Furna  avant que la décision ne soit rejetée par le Conseil évangélique du canton.

### Église catholique
L'ordination des femmes dans l'Église catholique est exclue, tant par le droit canon que sur le plan théologique et doctrinal. En effet, le droit canon dispose que « seul un homme baptisé reçoit validement l'ordination sacrée ». Plusieurs documents ont été promulgués par le Saint-Siège depuis la fin du XXe siècle pour clarifier sans équivoque la position de l'Église catholique. Par exemple, la lettre apostolique Ordinatio Sacerdotalis, publiée le 22 mai 1994 par le pape Jean-Paul II, en se basant sur des enseignements et des doctrines déjà tenues par l'Église catholique au sujet que l'ordination sacerdotale est exclusivement réservée aux hommes, déclare « que l'Église n'a en aucune manière le pouvoir de conférer l'ordination sacerdotale à des femmes et que cette position doit être définitivement tenue par tous les fidèles de l'Église ».
Cette question est moins tranchée du point de vue historique. Indépendamment de la prêtrise, le diaconat féminin a par exemple existé dans l'église avant de disparaître au cours du Moyen Age. Une mosaïque romaine du IXe siècle a par ailleurs été interprété par certains auteurs comme attestant d'un épiscopat féminin.

### Protestantisme
La Communion mondiale d'Églises réformées, qui compte 233 Églises membres, ayant constaté en 2009 que seules une quarantaine d'Églises s'opposaient à l'ordination des femmes, pour des motifs plus culturels que théologiques, s'engage en 2010 dans une politique de réelle promotion de l'ordination des femmes. Elle adopte le 3 juillet 2017 une « déclaration de foi à propos de l’ordination des femmes » posant le principe de leur égalité d'accès et de statut avec les hommes aux fonctions pastorales, en précisant : « Les Églises de la CMER s’engagent maintenant sur le fait que notre pratique commune consistera à recevoir au ministère ordonné des femmes ayant reçu cet appel et ayant démontré qu’elles disposaient des dons nécessaires à la direction et au service dans les ministères de l’Église. Leur emploi et les indemnisations afférentes seront déterminés sur les mêmes bases que ceux des hommes. » Elle s'appuie pour cela sur un passage de la Genèse et sur un autre de l'Épître aux Galates.

### Christianisme évangélique
Certaines confessions chrétiennes évangéliques autorisent officiellement le ministère pastoral des femmes dans les églises. Le ministère féminin est justifié par le fait que Marie de Magdala a été choisie par Jésus pour annoncer sa résurrection aux apôtres.

#### Églises baptistes
La première femme baptiste qui a été consacrée pasteur est l’américaine Clarissa Danforth d’une église baptiste libre en 1815. D’autres premières ordinations de femmes pasteures ont également eu lieu en 1882 dans les Églises baptistes américaines USA. La première femme pasteur française fut Madeleine Blocher-Saillens, en 1929 par le Conseil de l'Église évangélique baptiste du Tabernacle, à Paris. Parmi les autres confessions figurent aussi en 1965 la Convention baptiste nationale, USA ; en 1969, la Convention baptiste nationale progressiste ; en 1978, les Ministères baptistes australiens  ; en 1980, la Convention des églises baptistes des Philippines  ; et l’Association baptiste coopérative des États-Unis en 1991, nomination qui fut l'une des raisons de son départ de la Southern Baptist Convention,.

#### Églises pentecôtistes
Dans les Assemblées de Dieu des États-Unis, depuis 1927 et en 1975 dans l'Église Foursquare.

#### Autres Églises évangéliques
En 2023, dans l'Alliance chrétienne et missionnaire des États-Unis.

## Judaïsme
Au milieu des années 1920, Avis Clamitz (épouse du rabbin Charles E. Shulman) s'est inscrite à un programme rabbinique et a ensuite exercé périodiquement les fonctions de rabbin à titre officieux pour de petites congrégations en Virginie, aux États-Unis.

## Islam
Le poste de mourchidate a été instauré en Algérie, après la guerre civile des années 1990 entre islamistes et autorités politiques, qui a causé au moins 200 000 morts. La première mourchidate est recrutée en 1993. Les mourchidates sont nommées par le ministère des Affaires religieuses et doivent posséder au moins une licence en sciences islamiques, tout comme connaître parfaitement le Coran. Elles ont le même rôle qu'un imam, hormis celui de la prière, réservé aux hommes.